# Li Zongren
Li Zongren o Li Tsung-jen (en chino, 李宗仁; 13 de agosto de 1890-30 de enero de 1969) fue un militar y político chino, jefe, entre otros, de la nueva camarilla de Guangxi. Elegido vicepresidente de la República de China en 1948, fungió como presidente en funciones en 1949, hasta su marcha a los Estados Unidos en diciembre de ese año. En 1965 se mudó a la República Popular China.

## Orígenes e inicios de la carrera militar
Li nació en la localidad de Guilin, en la provincia china de Guangxi, al sur del entonces Imperio chino regido por la dinastía Qing. Tras completar la educación primaria, ingresó en una escuela militar, donde conoció a los que luego serían, junto con él, los dirigentes de la Antigua camarilla de Guangxi, Huang Shaohong y Bai Chongxi. Se adhirió entonces a la Tongmenghui. La Revolución de Xinhai interrumpió sus estudios, que retomó un año más tarde, en 1912. Tras seguir un curso acelerado en la academia militar, se graduó en 1913. A continuación, trabajó varios años como profesor de educación física en diversas instituciones educativas de su región natal.
En 1916 pasó a mandar un pelotón en las fuerzas de Lin Hu y participó en la Segunda Revolución y en el Movimiento de Protección de la Constitución. Debido a su valor, en 1918 se lo ascendió a jefe de batallón. En 1920, dirigió la retaguardia de las fuerzas de Guangxi que tuvieron que retirarse de la vecina provincia de Cantón y por ello fue ascendido nuevamente. Cuando las unidades cantonesas invadieron la provincia al año siguiente, derrotaron a las de Lin y obtuvieron la lealtad de la mayoría de sus oficiales; Li, a diferencia de estos, se retiró a una zona montañosa cerca de Yulin con unos mil seguidores y formó su propio ejército. Tras un breve periodo en el ejército cantonés de Chen Jiongming, Li se independizó cuando este se retiró de Guangxi en 1922 tras la expulsión de Sun Yat-sen de Cantón y fue nombrado comandante del 2.º Ejército de Ruta, encuadrado en el Ejército Autónomo de Guangxi. Pronto independiente de este también, Li se proclamó neutral en la guerra de Guangdong-Guangxi. Sus fuerzas formaron entonces la 5.ª Brigada del ejército de Lu Rongting, un caudillo militar de la provincia y uno de los principales militares que se disputaban su dominio. A comienzos de 1924, sin embargo, Li y sus socios Huang Shaohong y Bai Chongxi abandonaron a Lu y apoyaron a uno de sus rivales, Shen Hongying. Li tomó Nanning en junio y en julio se lo nombró comandante de los ejércitos aliados. En septiembre logró concluir con éxito el conflicto con Lu Rongting.

## Caudillo de Guangxi
El 11 de noviembre, se arrogó el cargo de comisario de reconstrucción de la provincia con Huang Shaohong como lugarteniente y rechazó al candidato a gobernador provincial nombrado en Cantón por Sun Yat-sen. Después de negociar con el Kuomintang, obtuvo el puesto de «comisario de pacificación» de Guangxi —de nuevo con Huang como lugarteniente— y jefe del 1.er Ejército de Guangxi e ingresó en el partido el mismo día que tomó posesión de los cargos, el 1 de diciembre de 1924.
En 1925 tuvo que enfrentarse a dos invasiones de la provincia, la primera de Shen Hongying, que pudo rechazar gracias al auxilio de unidades cantonesas, y la segunda de Tang Jihao, que avanzaba desde su provincia de Yunnan hacia Cantón para tratar de suceder a Sun Yat-sen, quien había fallecido el 12 de marzo. Aunque las unidades de Tang conquistaron Nanning y Shen volvió a invadir desde el norte, Li, Huang y Bai consiguieron derrotar a las dos fuerzas invasoras y recuperar el control de la provincia hacia finales de año.
Tras nuevas negociaciones con Cantón, las fuerzas de Guangxi pasaron a denominarse 7.º Ejército del Ejército Nacional Revolucionario, con Li como jefe y Huang y Bai nuevamente como subordinados —el primero como jefe del Estado Mayor y el segundo como representante del Kuomintang— en marzo de 1926.

## La Expedición del Norte
Li atizó la rebelión de Tang Shengzi en Hunan contra Wu Peifu, acontecimiento que acabó desencadenando la Expedición del Norte. Aunque tardíamente para lo que deseaba Li, el 1 de julio comenzó la campaña, en la que el Kuomintang sostuvo a Tang contra las fuerzas de Wu en Hunan. El 17 de ese mismo mes, las unidades de Li entraron en Changsha, la capital provincial.
A continuación, dirigió los ejércitos 4.º y 7.º en la ofensiva contra Wuhan y participó asimismo en la campaña de Jiangxi contra Sun Chuanfang. El 7.º Ejército lo formaban las unidades militares de la camarilla, que combatían en liga con las fuerzas cantonesas del Kuomintang.
En la disputa entre Chiang Kai-shek y la izquierda del Kuomintang, tomó partido por el primero, y apoyó la formación del Gobierno nacional en Nankín del 18 de abril de 1927, realizada por Chiang.
De nuevo en campaña, participó en la conquista de Xuzhou el 2 de junio. En agosto, con la retirada del Gobierno de Chiang y de Hu Hanmin, fue uno de los tres dirigentes que quedaron al frente del Gobierno y tuvieron que repeler la ofensiva de Sun Chuanfang contra la capital. A mediados de noviembre, expulsó a Tang Shengzi de Wuhan, por haberse opuesto a la formación de un nuevo Gobierno, pactada a mediados de septiembre por los dirigentes de Nankín, algunos de Wuhan y otras fracciones políticas. Instalado en la ciudad del Yangtsé, pasó a dominar tanto su provincia natal como las de Hunan y Hubei. A finales de año, fue uno de los políticos que animó a Chiang a volver a la política, tras el revés sufrido por Wang Jingwei, su principal rival, por el surgimiento de la efímera comuna de Cantón.
Con Chiang de nuevo al mando de las operaciones militares, en febrero de 1928 Li obtuvo el mando del IV Grupo de Ejércitos, que participó en la última fase de la Expedición al Norte, la toma de Pekín en junio de ese año. En julio participó en las fallidas reuniones de jefes militares para reorganizar la situación militar del país.
En octubre, ingresó en el Consejo de Estado surgido de la remodelación gubernamental que tuvo lugar ese mes. En enero de 1929 volvió a participar en una infructuosa conferencia de desarme.

## Contra el Gobierno de Nankín

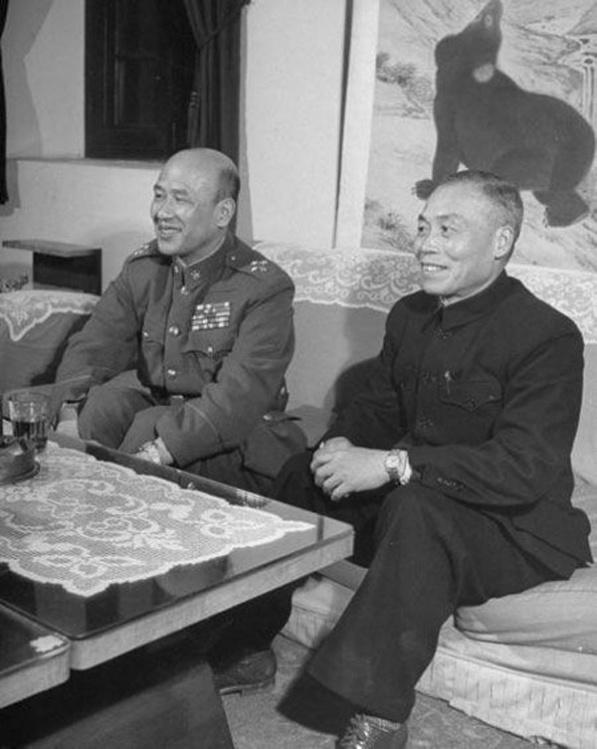
Li (derecha), junto a uno de sus más estrechos colaboradores y cabecilla también de la Nueva camarilla de Guangxi, Bai Chongxi.

El 27 de marzo, al día siguiente de que el Gobierno de Nankín ordenase una ofensiva contra la Nueva camarilla de Guangxi, Li y Bai Chongxi fueron expulsados de Kuomintang. Li y sus colegas de la camarilla marcharon a Hong Kong y luego a Guangxi, a donde llegaron en noviembre. Allí formaron un ejército independiente y asumieron el gobierno provincial. Junto con otras fuerzas aliadas, atacaron en vano Cantón en enero de 1930. Rechazada, la camarilla trató de favorecer el alzamiento de Feng Yuxiang y Yan Xishan en el norte del país marchando contra Hunan y tomando Wuhan. Tras ciertas victorias iniciales, la ofensiva fracasó en Hungchiao, después de tener que detener su avance por el ataque de flanco de las fuerzas cantonesas. Las unidades de la camarilla se retiraron a su provincia.
En febrero de 1931, el arresto en Nankín de Hu Hanmin facilitó la reconciliación de Guangxi y Cantón. En mayo Li acudió a esta ciudad a pactar una liga militar entre las dos provincias, que invadieron Hunan a comienzos de septiembre. Después del incidente de Mukden del 18 de ese mismo mes, el Gobierno de Cantón aceptó los llamamientos de unidad del rival de Nankín a cambio de la liberación de Hun y la renuncia de Chiang Kai-shek y se disolvió. Aunque Chiang retomó pronto el poder en Nankín, esto no condujo al resurgimiento del Gobierno rebelde en el sur y Li regresó a la Comisión de Asuntos Militares en marzo de 1932, de la que ya había formado parte antes de su expulsión del Kuomintang.- En abril ingresó en Comité Ejecutivo Central del Kuomintang y se lo nombró comisario de pacificación de Guangxi, que siguió administrándose de manera cuasiindependiente del Gobierno central. Entre 1932 y 1937, la camarilla llevó a cabo un programa de desarrollo autónomo de la provincia que redujo la criminalidad, mejoró la educación y fomentó la industria de la región. Contaba además con sus propias unidades militares, y era reacia a aceptar cualquier medida que pareciese centralista.
En 1936, participó en el fallido alzamiento contra Chiang Kai-shek, desencadenado por la sospecha de que, tras el fallecimiento de Hu Hanmin, el Gobierno pretendía acabar con la amplia autonomía de la provincia. El levantamiento fue el resultado también del desbaratamiento por Chiang del comercio de opio con el norte de China durante las operaciones contra la Larga Marcha, ya que los impuestos sobre este eran la principal fuente de ingresos de la camarilla de Guangxi. Aunque unidades cantonesas y de Guangxi penetraron en Hunan proclamándose un ejército decidido a repeler la agresión japonesa frente a la supuesta pasividad de Chiang, la rebelión fracasó cuando la fuerza aérea cantonesa cambió de bando y se pasó a las filas gubernamentales. En julio el Gobierno confirió a Li y Bai cargos fuera de Guangxi, pero solo logró que estos se rebelasen y formasen un Gobierno propio, que finalmente se sometió de nuevo al de Nankín, si bien a cambio de mantener a Li en sus cargos en Guangxi y a reconocer a sus unidades —unos cien mil soldados— como parte del Ejército nacional —pasaron a formar el 5.º Ejército de Ruta—.

## Guerra contra Japón

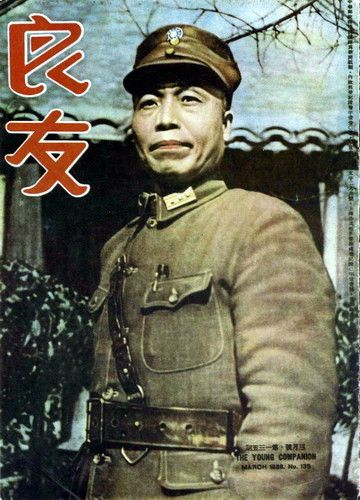
Li en 1938, en su época como comandante de la quinta región militar, encargado de detener el avance japonés en China en varias provincias.

Al estallar la segunda guerra sino-japonesa en agosto de 1937, se nombró a Li jefe de la quinta región militar —la mayor de las cinco en que se dividió el país para su defensa—, que abarcaba el norte de Jiangsu y de Anhui y el sur de Shandong. El 10 de octubre, partió al norte para asumir el mando militar y el gobierno provincial de Anhui. Se instaló en Xuzhou, cuya región los japoneses comenzaron a atacar a inicios de 1938. Tras detener temporalmente el avance enemigo a finales de marzo, el 19 de mayo las fuerzas de Li evacuaron la ciudad y se retiraron al oeste de Anhui y el este de Henan. Después de la evacuación de Wuhan en octubre, su principal objetivo fue detener el avance hacia el oeste de los japoneses. A comienzos de mayo de 1939, venció a las fuerzas enemigas en los montes Tungpei, rescatando seis divisiones que se hallaban cercadas por el enemigo. Mantuvo el mando de la región militar hasta principios de 1945.

## Guerra civil
Terminada la Segunda Guerra Mundial, pasó a ser el director de la oficina presidencial en Pekín. Cuando la situación militar del Kuomintang en Manchuria entró en crisis, Chiang Kai-shek trató en vano de que asumiese el mando de las fuerzas nacionalistas en la región. Se mantuvo en su cargo de director hasta 1948, cuando presentó su candidatura a la vicepresidencia del país. Resultó elegido para el cargo el 29 de abril, derrotando al candidato de Chiang, Sun Fo, hijo de Sun Yat-sen. Tras la renuncia de Chiang a la presidencia de la república el 21 de enero de 1949, Li la asumió en funciones. El control gubernamental siguió en realidad en manos de Chiang, que mantuvo la presidencia del Kuomintang y al que eran leales importantes cargos del Gobierno. El 5 de febrero de 1949, Sun Fo, primer ministro, trasladó el Gobierno sin el consentimiento de Li a Cantón, agravando el desgobierno político, dividido entre Chiang, Li y Sun.

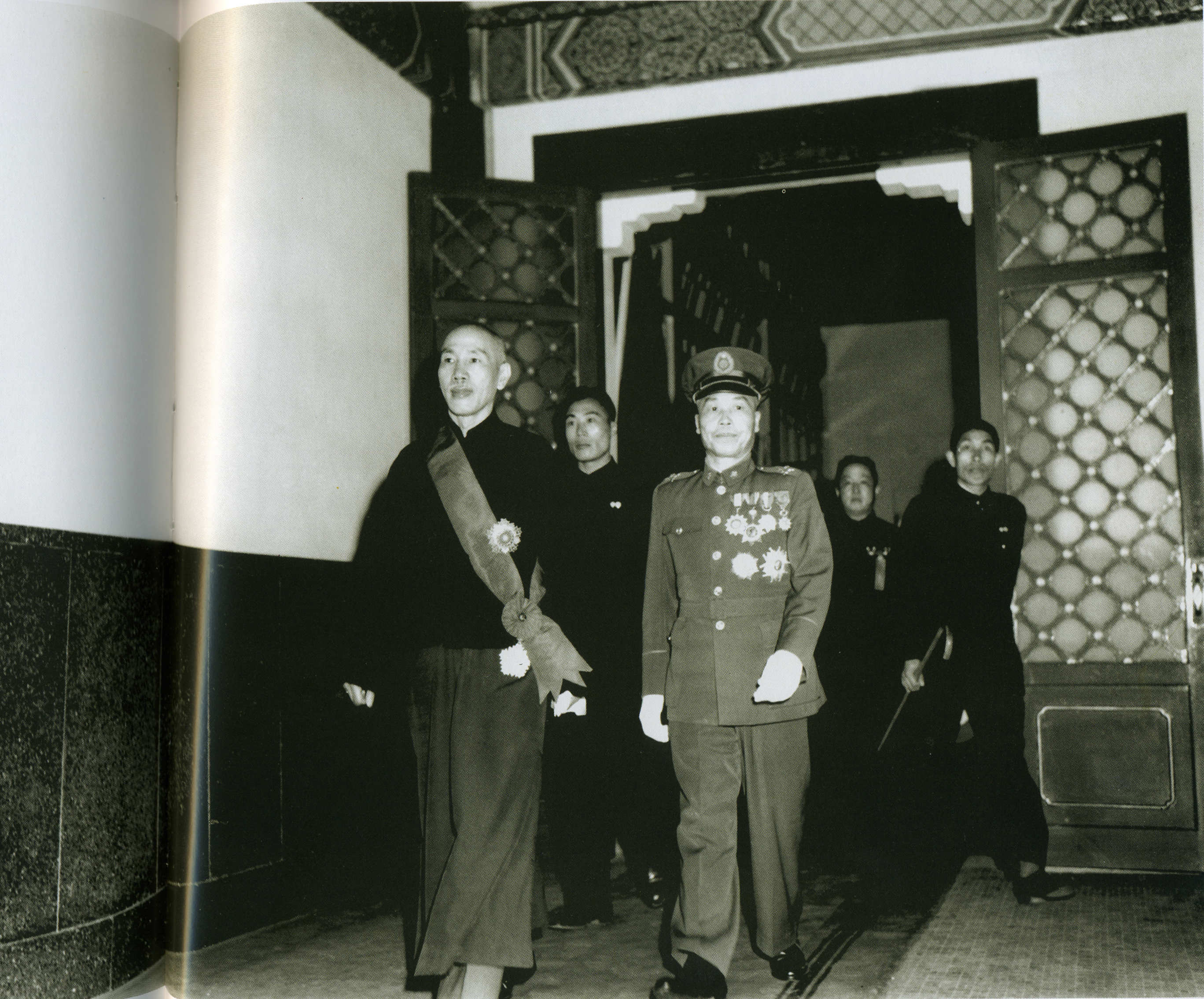
Li (de uniforme) junto a Chiang Kai-shek. Tras dirigir la oficina presidencial de este durante más de tres años, pasó a ser su vicepresidente en 1948. Posteriormente, criticó su vuelta a la presidencia y regresó a la República Popular China.

Li, con el apoyo de su viejo colaborador Bai, trató de que Chiang aprobase un plan de defensa contra los comunistas que consistía en establecer una línea a lo largo del Yangtsé. Con el beneplácito de Chiang, comenzó a negociar la paz con los comunistas en Pekín el 1 de abril. Estos exigieron que se les permitiese cruzar el Yangtsé y ofrecieron la vicepresidencia de un nuevo Gobierno a Li. Sin acuerdo entre las partes, los comunistas quebraron las líneas nacionalistas que defendían el gran río el 20 de abril. El 23 el Gobierno abandonó Nankín y se refugió en Cantón mientras que Li, harto de lidiar con Chiang y los comunistas, se retiró a su localidad natal. Una delegación del Kuomintang lo convenció, sin embargo, para retomar la actividad política y militar y trasladarse a Cantón el 7 de mayo.
Como los nacionalistas aún controlaban las provincias meridionales de Yunnan, Guizhou y Sichuán, Li trató de diseñar un plan para mantener también el dominio de Cantón y Hainan. A comienzos de noviembre, tras la retirada del Gobierno nacional a Chungking en octubre, se trasladó a Guilin para organizar la defensa de la provincia. Tras volar a Hainan y de vuelta a Guangxi, sufrió una recaída de una vieja enfermedad estomacal y el 20 de noviembre tuvo que trasladarse a Hong Kong y marchar desde allí a los Estados Unidos para ser operado. Tras rechazar quedarse en China o asumir la tarea de buscar ayuda extranjera durante su viaje a los Estados Unidos, partió el 5 de diciembre.

## Residencia en EE. UU. y vuelta a China

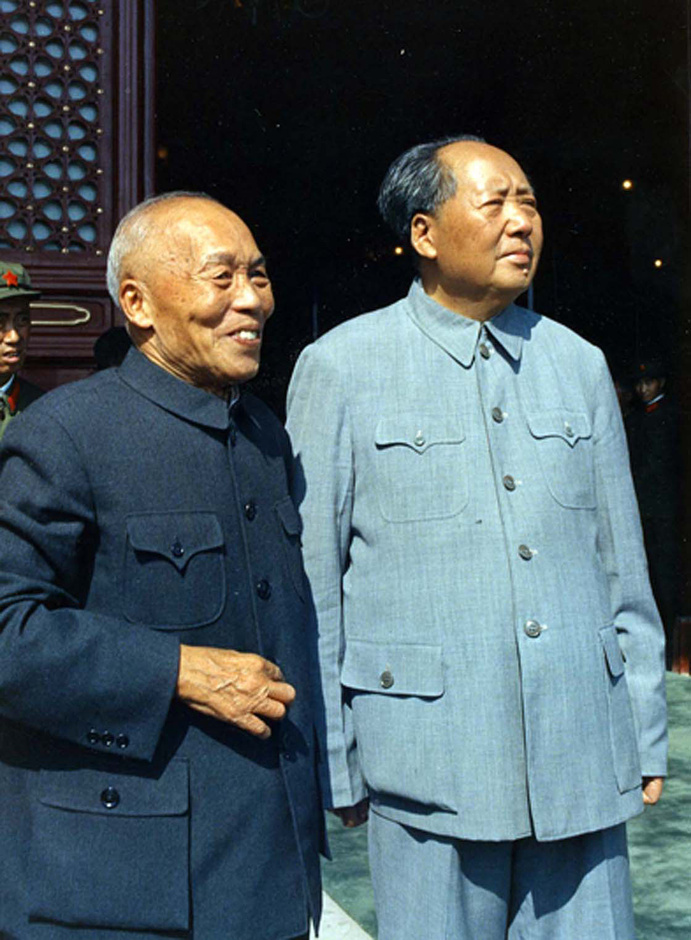
Li Zongren junto a Mao Zedong en Pekín, durante las celebraciones del 1 de octubre de 1966.

Pasó dos meses hospitalizado en Nueva York. Se opuso a la asunción de la presidencia por Chiang Kai-shek, que ocurrió el 1 de marzo de 1950. Li, ya en los Estados Unidos, permaneció tres años sin participar en política, hasta que criticó los planes de Chiang para ser reelegido en enero de 1954. Entonces fue despojado oficialmente de la vicepresidencia del país, días antes de la reelección de Chiang el 22 de marzo de ese año.
En julio de 1965, Li Zongren regresó a la República Popular China, donde se le recibió con honores y vivió sus últimos años de vida. El 26 de septiembre dio una rueda de prensa defendiendo los logros del gobierno de Mao Zedong, y animando a sus viejos correligionarios del Kuomintang a regresar a la China Continental. Un año después, en 1966, participaría en los festejos del 1 de octubre, conmemorando la fundación en 1949 de la República Popular.
Li murió víctima de un cáncer de duodeno a los 78 años de edad en Pekín en 1969, en el período más oscuro de la Revolución Cultural. La residencia de Li Zongren en la República Popular China es vista por algunos comunistas chinos como "el regreso patriótico para abrazar con sonrisas a su Patria", algo similar a la «reeducación» del antiguo emperador Qing Puyi. Hasta la actualidad, algunos simpatizantes del Kuomintang lo ven como un traidor a la causa democrática.

## Vida personal
Durante el transcurso de su carrera, Li se ganó una reputación de ardiente militarista y anti-intelectual confirmado, pero con un gran sentido de la integridad. Fue conocido por no gustarle la música. Como muchos líderes chinos de la década de 1930, Li fue admirador del fascismo europeo, viendo en éste una solución a los problemas de una nación antaño orgullosa humillada por la disensión interna y la debilidad externa. Sus actitudes éticas provenían del confucianismo. Tras su ruptura con Chiang Kai-shek en 1929, Li se expresó frecuentemente en términos de patriotismo frustrado. Li fue un admirador del historiador británico Edward Gibbon y su monumental trabajo histórico, Historia de la decadencia y caída del Imperio romano.
Li y su más cercano colaborador, el general Hui musulmán Bai Chongxi, fueron poderosos socios en asuntos políticos y militares. Fueron nombrados en una ocasión con el sobrenombre de Li Bai (李白), en recuerdo al célebre poeta de la Dinastía Tang (701-762).
Li se casó con Li Xiuwen a los 20 años de edad mediante un matrimonio concertado, pero pronto se separó. Li Zongren y Li Xiuwen tuvieron un hijo, Li Youlin. En 1924, Li se casó con Guo Dejie, quien murió de cáncer de mama al poco tiempo de regresar con Li a Pekín. Li y Guo tuvieron un hijo: Li Zisheng. Li se casaría en terceras nupcias con Hu Yousong, quien era 48 años más joven que él, e hija de la actriz Hu Die. Hu se cambió el nombre por Wang Xi tras la muerte de Li, y se volvió a casar.
El sobrino de Li Zongren, Alan Lee, dirige una escuela de kung fu en Nueva York desde 1967. Un lote de espadas y dagas samurái del período Edo fueron entregadas a Li Zongren como "regalo de confianza entre enemigos que ahora son amigos" por parte de Seishiro Itagaki y Rensuke Isogai que pasaron a Alan Lee como parte del legado familiar.
Li fue coautor de Memorias de Li Zongren juntó al historiador Tong Gekong. Las memorias de Li fueron notables por su vehemente criticismo de Chiang Kai-shek y su análisis del fallo estratégico de Japón para conquistar China. Se lleva a cabo una más detallada cuenta de la vida de Li Zongren en la poco conocida biografía "Mi confiable ayudante (Wode Gugong)", escrita por su pariente lejano Namgo Chai.